# Hypodoxa horridata
Hypodoxa horridata là một loài bướm đêm trong họ Geometridae.